# Pyroptesis
Pyroptesis is een geslacht van kevers uit de familie  
kniptorren (Elateridae).
Het geslacht is voor het eerst wetenschappelijk beschreven in 1975 door Costa.

## Soorten
Het geslacht omvat de volgende soorten:
- Pyroptesis cincticollis (Germar, 1841)
- Pyroptesis gilvus Costa, 1975
- Pyroptesis maculicollis (Candèze, 1863)